# ゆめみるこども
『ゆめみるこども』は、日本のシンガーソングライター神山羊の2ndミニアルバムである。2019年10月23日発売。発売元は自身の自主レーベルのe.w.e。

## 概要
前作『しあわせなおとな』から約6か月ぶりのアルバム作品で、シンガーソングライター神山羊としての2ndアルバムである。
神山は本アルバムについて、「前作のしあわせなおとなと対になっている」と話している。

## チャート成績
オリコン2019年11月4日付の週間ランキングで最高33位を記録
。
オリコン10月4日～10月7日付の週間期待度ランキングで7位を記録。
オリコン2019年10月22日付のデイリー アルバムランキングで20位を記録。

## 収録曲

### CD
全8曲
1. Child Beat
2. アイスクリーム
3. bunny
4. Ope(Till that Time)
5. CUT
6. 夜を終わらせないで
7. ヘルタースケルター
8. おやすみ、かみさま

## 品番・限定盤特典
- 通常盤 KMYM-0004
- CUT盤 KMYM-0005
- アイスクリーム盤 KMYM-0006
- 「CUT盤」にはCUTをモチーフにしたTシャツ、「アイスクリーム盤」にはメイキング映像＆本人インタビュー」が収録されたDVDが付属。

## 店舗特典
- Amazon限定特典：「ゆめみるこども」ステッカー

- タワーレコード限定特典：「アイスクリーム」缶バッジ

- HMV限定特典：「アイスクリーム」クリアファイル

- アニメイト限定特典：「CUT」クリアファイル

- TSUTAYA RECORDS限定特典：「CUT」缶バッジ